# Eduardo del Pueyo
Pour les articles homonymes, voir Pueyo (homonymie).
Eduardo del Pueyo, né à Saragosse (Espagne) le 29 août 1905 et mort à Rhode-Saint-Genèse (Belgique) le 9 novembre 1986 , est un pianiste espagnol.

## Biographie
Eduardo Del Pueyo passe la majeure partie de sa vie à Bruxelles où il est professeur de piano au conservatoire. Il y enseigne notamment les techniques de Marie Jaëll, une proche amie de Franz Liszt, avant de développer sa propre pédagogie qui lui amène de nombreux étudiants du monde entier. Il est également professeur extraordinaire à la Chapelle musicale Reine Élisabeth.
Parmi ses étudiants, on compte Geoffrey Douglas Madge, Ethèry Djakeli, Jean-Claude Vanden Eynden, Pascal Sigrist, Aquiles Delle Vigne (en), Bernard Lemmens, Patricia Montero, Steven De Groote, André De Groote, Evelyne Brancart, Burkard Spinnler, David Baltuch, Johan Schmidt (en), Philippe Terseleer, Jacques Stehman ou encore Michel Scohy, Yves Robbe, Miguel Baselga et Alwin Bär[réf. nécessaire].
Reconnu comme un des grands pianistes du vingtième siècle, il est un spécialiste de la musique espagnole et de l'œuvre de Ludwig van Beethoven.
Il a donné l'intégrale des sonates pour piano de Beethoven à l'École normale de musique de Paris-Alfred Cortot en plusieurs récitals à la fin des années 1940. Ces récitals ont été diffusés en différé par Paris-Inter. Par la suite, Eduardo del Pueyo enregistrera cette intégrale sur disques microsillons pour la firme phonographique belge Pavane qui en annonce la parution prochaine sur CD.

## Écrits
- Entretiens sur le piano, Duculot, 1997, 132p.  (OCLC 915598059)

## Prix
- 1984 : Prix national de musique

## Discographie
- Joseph Jongen : Concertos ; Passacaille et Gigue (Cyprès, 2004)
- Enrique Granados, Manuel de Falla : Danses espagnoles, Goyescas, El pelele ; Noches en los jardines de España - Orchestre des concerts Lamoureux, dir. Jean Martinon (août 1956 et novembre 1955 coll. « Early years », Philips) (OCLC 34779391)
- Ludwig van Beethoven : Les plus belles sonates pour piano (Pavane, 1995)
- Les Grandes Pages de César Franck (Philips Classics, 1994)[1]